# Altepetl
Altepetl, în Nahuatl, āltepētl, este un termen care a fost folosit în Mexicul precolumbian, respectiv în societatea aztecilor, indicând o entitate politică locală bazată pe etnicitate. Cuvântul este o combinație a cuvintelor din Nahuatl ā-tl, însemnând "apă" și tepē-tl, însemnând "munte". 
Conform unor lingviști specializați în limba Nahuatl, așa cum ar fi Lisa Sousa, Stafford Poole și James Lockhart, 
| “ | A characteristic Nahua mode was to imagine the totality of the people of a region or of the world as a collection of altepetl units and to speak of them on those terms. | ” |

ceea ce se traduce în limba română
| “ | O caracteristică a modului Nahuatl [de a vedea lumea] era a-și imagina întrega populație a unei regiuni sau a lumii ca o mulțime de entități altepetl și de a vorbi despre aceștia în acești termeni. | ” |

Din această cauză, cuvântul altepetl se referă nu numai la polis-ul însuși, dar și la totalitatea locuitorilor săi. Nu este întâmplător că specialiștii în Nahuatl preferă termenul nativ și în nici un caz vreun termen aproximativ din orice limbă modernă. Unul din argumentele acestora este că toate documentele referitoare la Virgin of Guadalupe, cuvântul "āltepētl" este adesea o traducere în spaniolă ca Mexico City, traducere care a "colorat" interpretarea textelor și a conceptelor societății Nahua. 